# Anarta melanopa
Anarta melanopa is een vlinder uit de familie uilen (Noctuidae). De wetenschappelijke naam is voor het eerst geldig gepubliceerd in 1791 door Thunberg.
De soort komt voor in Europa.